# Rupert Gardner
Rupert Gardner (ur. 9 października 1984) – brytyjski lekkoatleta specjalizujący się w biegach płotkarskich.
Największy sukces w karierze odniósł w 2003 r. w Tampere, zdobywając na mistrzostwach Europy juniorów brązowy medal w biegu na 400 metrów przez płotki (uzyskany czas: 51,83).
Dwukrotny złoty medalista mistrzostw Wielkiej Brytanii juniorów w biegu na 400 m ppł (2001, 2003).
Rekord życiowy w biegu na 400 m ppł – 51,83 (26 lipca 2003, Tampere).